# Amanda Sampedro
Amanda Sampedro Bustos (Madrid, 26 giugno 1993) è un'ex calciatrice spagnola, di ruolo centrocampista.

## Carriera

### Nazionale
Ha segnato una rete contro il Portogallo durante la fase a gironi agli Europei del 2017.

## Palmarès

### Club
- Campionato spagnolo: 2

Atlético Madrid: 2016-2017, 2017-2018, 2018-2019
- Coppa della Regina: 1

Atletico Madrid: 2016
- Supercoppa spagnola: 1

Atlético Madrid: 2021

### Nazionale
- Algarve Cup: 1

2017
- Cyprus Cup: 1

2018
- Campionato d'Europa under 17: 1

2010